# Krzyżowa (Lubin)
Pour les articles homonymes, voir Krzyżowa (homonymie).
Krzyżowa est une localité polonaise de la gmina de Ścinawa, située dans le powiat de Lubin en voïvodie de Basse-Silésie.